# Emanuel August Merck

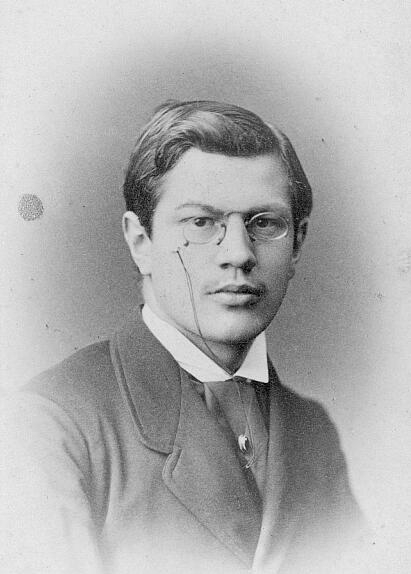
Emanuel August Merck, um 1885

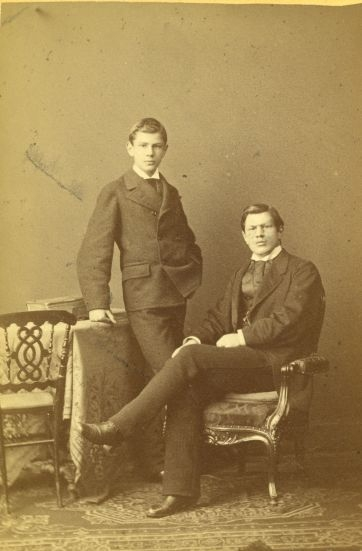
Emanuel August Merck mit seinem Bruder Willy (links), um 1875

Emanuel August Merck (* 30. Juli 1855 in Darmstadt; † 26. Februar 1923 ebenda) war ein deutscher Chemiker, Pharmazeut und Unternehmer.

## Leben

Unterschrift von Emanuel Merck

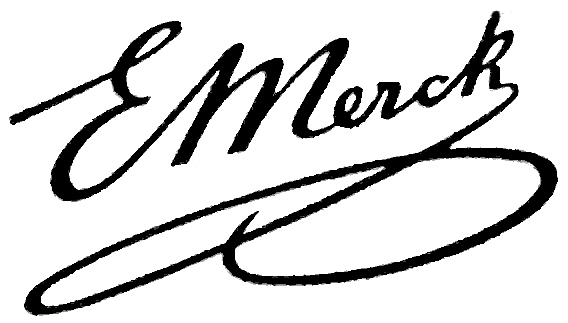
Sein Signum als Bestandteil von Markennamen

Emanuel August Merck war der Sohn von Georg Franz Merck und dessen Ehefrau Anna Merck geborene Schenck. Nach der Schule ging Merck zunächst nach Bad Nauheim in eine Apothekerlehre. Die Gehilfenprüfung legte er 1875 ab. Danach arbeitete er als Apothekergehilfe unter anderem in Genf und Würzburg sowie in der väterlichen Engel-Apotheke. Danach nahm er das Studium der Pharmazie zunächst an der Kaiser-Wilhelm-Universität Straßburg und später an der Julius-Maximilians-Universität Würzburg auf. In Würzburg bestand er auch das pharmazeutische Staatsexamen. Anschließend studierte er an der Albert-Ludwigs-Universität Freiburg noch Chemie, 1883 wurde er dort zum Dr. phil. promoviert. Im gleichen Jahr übernahm er die Engel-Apotheke und wurde Teilhaber des Unternehmens E. Merck, einer Geschäftssozietät. Von 1901 bis 1906 war er der 1. Vorsitzende des Vereins Deutscher Chemiker (heute: Gesellschaft Deutscher Chemiker, GDCh) und gehörte zu den Mitbegründern des Vereins. Merck wurde der Ehrentitel Geheimer Medizinalrat verliehen. Unter seiner Führung stieg die Zahl der Mitarbeiter des Unternehmens von etwa 250 auf 4000 an.
Die Unterschrift von Emanuel Merck wurde 1912 als Bildmarke geschützt und bis etwa 1924 als Markenzeichen verwendet.
Emanuel August Merck war mit Elisabeth – genannt „Els“ – geborene Rieger (1864–1909) aus Darmstadt verheiratet. Ihr Vater war der Theologe und Germanist Maximilian Rieger
Beide hatten die vier gemeinsame Kinder: Elisabeth (1886–1964), Georg (1887–1945), Fritz (1899–1969) und Anna Luise (1892–1974). Durch ihre Urururgroßmutter Anna Barbara Boßler stand „Els“ Merck in genealogischer Verbindung zu den Boßler genannten Rüden.
Emanuel August Merck war Mitglied der Landsmannschaft Teutonia Würzburg. Die Mercksche Familien-Zeitschrift wurde 1913 außerdem von ihm begründet.

## Ehrungen
Merck erhielt die Ehrendoktorwürde der Ludwigs-Universität Gießen (1918) und der Technischen Hochschule Darmstadt.